# Рідазе
Рі́дазе (ест. Ridase küla) — село в Естонії, у волості Ганіла повіту Ляенемаа.

## Населення
Чисельність населення на 31 грудня 2011 року становила 24 особи.